# Frédéric Passy
Frédéric Passy (født 20. maj 1822 i Paris, død 12. juni 1912 i Neuilly-sur-Seine) var en fransk økonom, politiker og humanist. Som "Fredens apostel" blev han i 1901 tildelt den første Nobels fredspris sammen med Henri Dunant.